# Huehuetenango (stad)
Huehuetenango (oorspronkelijke naam Xinabahul in het Mam) is een gemeente die gelegen is in de westelijke hooglanden van Guatemala. Het is de hoofdplaats van het gelijknamige departement. De gemeente heeft 124.000 inwoners en is de laatste departementshoofdstad aan de Pan-Amerikaanse Snelweg voordat de Mexicaanse grens wordt bereikt bij La Mesilla.
Huehuetenango is in 1524 opgericht door Gonzalo de Alvarado, de Spaanse veroveraar van Zaculeu, de hoofdstad van de Mam-Maya's. De naam Huehuetenango betekent "plaats van de ouderen" in het Nahuatl. In en rond Huehuetenango leven nog veel afstammelingen van de Mam. De ruïnes van Zaculeu zijn een grote toeristische attractie.
Voormalig president van Guatemala, Efraín Ríos Montt werd hier geboren.
Het belangrijkste exportproduct is koffie.